# 9P140MB Uragan-M
Der 9P140MB Uragan-M (russisch Ураган-M / Hurrikan-M) ist ein Mehrfachraketenwerfersystem aus belarussischer Produktion, das im Jahr 2019 in Minsk vorgestellt wurde. Es basiert auf den BM-27 aus der ehemaligen Sowjetunion. Die Raketen im Kaliber 220 mm heißen 9M27.

## Entwicklungsgeschichte
Das System wurde wohl in den 2010er-Jahren vom staatlichen Waffenhersteller Wolatawto (ОАО «ВОЛАТАВТО») in Minsk entwickelt, um die veralteten BM-27 aus Sowjetproduktion zu ersetzen, was – so berichten belarussischen Quellen – bereits begonnen haben soll. Es sei geplant die Mehrheit der BM-27 der belarussischen Armee zu ersetzen. Weiterhin hieß es, dass bereits Exporte und Kampfeinsätze im Ausland erfolgten. Es ist möglich, dass die ersten Käufer des Uragan-M afrikanische Länder und Syrien sind.

## Technik

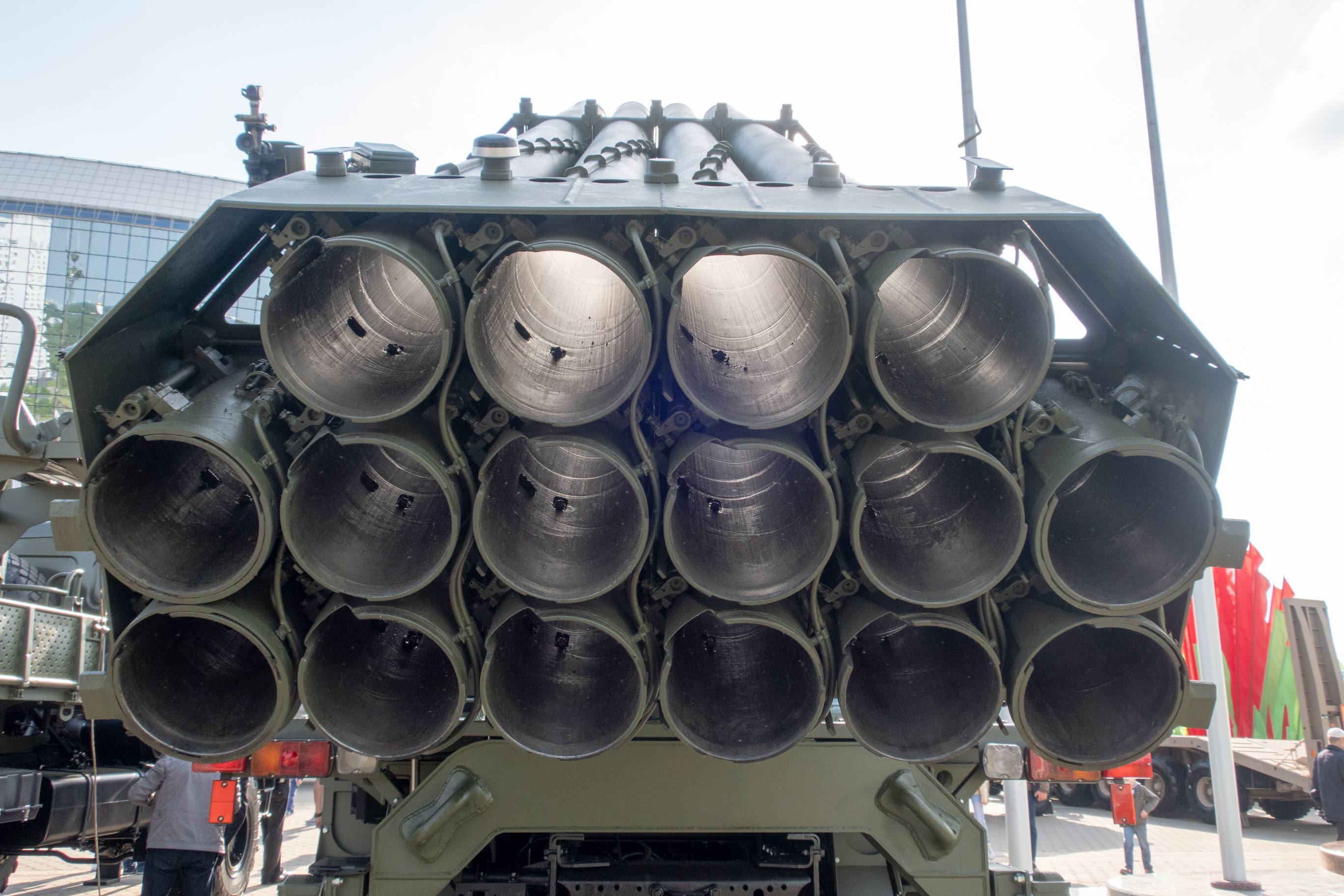
Die 16 Werferrohre von hinten aus betrachtet

Das Uragan-M-System basiert auf dem geländegängigen dreiachsigen MAZ-631705-Allrad-Lkw (genaue Bezeichnung: MAZ-631705-364R5) im Gegensatz zum veralteten Vierachser ZIL-135 der Uragan-Version. Gerade das modernere Basisfahrzeug stellt eine signifikante Leistungssteigerung dar, zumal das Fahrerhaus nun gegen Geschosse kleineren Kalibers geschützt sein soll. Zusätzlich wurde mit dem MAZ-631705 der Fahrbereich mehr als verdoppelt und die Geschwindigkeit auf befestigten Straßen deutlich erhöht. Auf dem Fahrzeug ist ein Rohrpaket mit 16 Rohren des Kalibers 220 mm montiert. Die Rohre sind in zwei Lagen zu je sechs und einer dritten Lage mit vier Rohren angeordnet. Das Rohrpaket lässt sich wie bei der Uragan-Vorgängerversion in Fahrtrichtung in der Horizontalen um 60° drehen (30° je Seite). In der Vertikalen kann das Rohrpaket in einem Winkel von 0–55° angestellt werden. Demnach wurde die Werfertechnik nur minimal verändert, sämtliche Raketen des BM-27 sollen verwendbar sein. Jedes Fahrzeug soll über eine Satellitennavigationsanlage verfügen. Somit wird eine minimale Reaktionszeit aus voller Fahrt bis zur Feuereröffnung von rund drei Minuten erreicht. Die Feuerleitzentrale der Batterie ist ebenfalls auf einem MAZ-6317-Lkw untergebracht, die an ein Führungssystem des Bataillons angeschlossen ist und mit Artillerieaufklärungsradare verbunden sind.
Für das Nachladen eines leergefeuerten 9P140-Startfahrzeuges kommt der 9Т452MB auf LKW-Basis zum Einsatz. Auch dieses Fahrzeug basiert auf dem MAZ-631705-LKW. Das Fahrzeug transportiert 16 Raketen und verfügt über einen Kran, mit welchem die Raketen einzeln an die Startrohre des Uragan-M-Startfahrzeuges angesetzt und hineingeschoben werden. Der Nachladevorgang für alle Werferrohre dauert maximal 31 Minuten, andere Quellen sprachen von bis zu 14 Minuten, was bzgl. des Vorgängermodells eine drastische Leistungssteigerung darstellte. Der 9Т452MB hat eine Gesamtmasse von 21,15 Tonnen.
Für längere Transporte kann der Uragan-M mit Transportflugzeugen vom Typ Iljuschin Il-76, Antonow An-22 und Antonow An-124 transportiert werden.